# Die Wache (2018)
Die Wache (Originaltitel: Au poste!) ist eine skurrile, schwarze Komödie und der siebte Film des französischen Regisseurs Quentin Dupieux. Er erzählt die Geschichte von Louis Fugain, der eine Leiche findet und dazu von Hauptkommissar Buron verhört wird. Durch die fragwürdige Art des Hauptkommissars im Zusammenspiel mit unglücklichen Zufällen läuft die Situation aus dem Ruder. Der Film wurde 2018 in Frankreich produziert und kam am 12. Dezember 2019 in die deutschen Kinos.

## Inhalt
Während des Vorspanns sieht man, wie ein nur mit einer Badehose bekleideter Mann in einem Park ein seriös gekleidetes Orchester dirigiert. Als im Hintergrund ein Streifenwagen erscheint, ergreift dieser Mann die Flucht. Später ist er kurz als Verhafteter in der Wache zu sehen. Nach diesem kurzen skurrilen Intro spielt sich die Haupthandlung am späten Abend in einer Polizeiwache ab. Louis Fugain, der einen toten Mann vor seinem Wohnkomplex in einer Blutlache aufgefunden hatte, wird von Hauptkommissar Buron befragt. Dass Fugain in der Tatnacht ganze sieben Mal das Haus verlassen hatte, was eine Nachbarin jedes Mal bemerkt hatte, lässt den Befragten tatverdächtig erscheinen, zumal dessen Bügeleisen neben der Leiche gefunden wurde. Während Fugain wiederholt erklärt, dass er sehr hungrig ist, und auf eine Verschiebung der Befragung drängt, hat Buron alle Zeit der Welt und will das Verhör unbedingt an diesem Abend zu Ende führen. Er zeigt dabei wenig Elan, sich zu beeilen, sondern interessiert sich für irrelevante Details, führt lange Privattelefonate und schweift immer wieder zu anderen Themen ab.
Als Hauptkommissar Buron kurz das Büro verlässt, soll sein einäugiger Kollege Philippe auf den Zeugen aufpassen. Dieser nimmt seine Aufgabe übertrieben ernst und demonstriert Fugain, welche Herausforderung es ist, einen Verdächtigen zu bewachen, könnte dieser doch selbst ein Geodreieck vom Schreibtisch als Waffe benutzen. Durch einen unglücklichen Zufall stolpert Philippe kurz darauf und stürzt beim Hinfallen so unglücklich, dass sich eben dieses Geodreieck in sein verbliebenes Auge sticht und er dadurch getötet wird. Um der kaum erklärbaren Situation auszuweichen, versteckt Fugain ihn in einem Wandschrank. Der Hauptkommissar merkt bei der Rückkehr in das Büro nicht, dass sein Kollege fehlt; als Philippes Frau später nachfragt, erklärt Fugain verlegen, Philippe habe sich unwohl gefühlt und sei gegangen. Im Folgenden werden Fugains szenisch dargestellte Erinnerungen immer surrealer, so zeigen Uhren dort keine klare Zeit an oder Personen aus der Befragungssituation, auch Philippe mit seiner tödlichen Verwundung, erscheinen in den Erinnerungen. Einmal greift ein Putzmann in den Schrank, in dem sich der tote Philippe befindet, um seinen Eimer zu holen, doch er bemerkt die versteckte Leiche nicht.
Nachdem Fugain seine sieben nächtlichen Ausgänge und die Anwesenheit des Bügeleisens durchaus glaubhaft erklärt hat, erscheint ein anderer Kriminalbeamter mit dem Obduktionsbericht, wonach der Tote nicht ermordet wurde, sondern eine „Explosion der inneren Organe“ erlitten habe und dann unglücklich gestürzt sei, was die Blutlache erklärt und Fugain von jedem Verdacht befreit. Da fährt eine Wand der Polizeistation hoch und enthüllt ein applaudierendes Theaterpublikum, während Buron und alle anderen Mitspieler einschließlich Philippe sich verbeugen. Fugain ist darüber zunächst irritiert, doch dann schließt er sich den Darstellern an. Später sitzen er und die Schauspieler in einer Bar und reden über das Stück. Fugain bedankt sich für die unvergessliche Erfahrung; ihm sei nicht bewusst gewesen, dass er lediglich Teil eines Bühnenstückes sei. Als sie das Lokal verlassen und sich verabschieden, legt Buron Fugain Handschellen an und lässt ihn von der Polizei abführen.

## Rezeption
Auf der Metakritikseite Rotten Tomatoes hat der Film bei sieben Rezensionen eine Zustimmungsrate von 100 % und wurde durchschnittlich mit 8 von 10 Punkten bewertet. Auch in der deutschsprachigen Presse wurde der Film überwiegend positiv aufgenommen. So bemerkt die Süddeutsche Zeitung, bei diesem „herrlichen Blödsinn“ sei der „Verstand nur der Faktor, der alles kaputt macht“. Das Onlinemagazin Kino-Zeit bezeichnete den Film als „das Musterstück einer grotesken, schwarzen Komödie, ein beispielhaftes Feuerwerk irrwitziger Ideen und brillant-beiläufiger Pointen.“